# Pjotr Iwanowitsch Kotelnikow
Pjotr Iwanowitsch Kotelnikow (russisch Пётр Иванович Котельников; * 1809 in Sudscha; † 28. Maijul. / 9. Juni 1879greg. in Kasan) war ein russischer Mathematiker und Hochschullehrer.

## Leben
Kotelnikow war der Sohn einer verarmten Adelsfamilie. Er verwaiste früh und wuchs bei seinem Onkel auf. Er besuchte die Bezirksschule und das Gymnasium Kursk. Als Vierzehnjähriger begann er das Studium an der Universität Charkow, das er 1828 als Kandidat der physikalisch-mathematischen Wissenschaften abschloss. Anschließend begann er die Aspirantur an der Universität Dorpat bei Johann Christian Martin Bartels und Friedrich Georg Wilhelm Struve, die er 1833 mit seiner Dissertation Exponuntur formulae analyticae quibus perturbatio motus giratorii terrae determinatur als Doktor der Philosophie abschloss. Darauf wurde er nach Berlin abgeordnet, wo er zwei Jahre lang bei Jakob Steiner und Peter Gustav Lejeune Dirichlet studierte.
1835 wurde Kotelnikow nach einer Probevorlesung an der Sibirischen Abteilung der Russischen Akademie der Wissenschaften zum Professor für Angewandte Mathematik an der Universität Kasan ernannt. Er lehrte dort Algebra und Differentialrechnung bis zu seinem Tode. Er war Assistent von Nikolai Lobatschewski, und man sagte ihm nach, dass er der einzige Kollege war, der die Bedeutung von Lobatschewskis Arbeiten zur nichteuklidischen Geometrie zu dessen Lebzeiten würdigte. Mehrmals war er Dekan der physikalisch-mathematischen Fakultät der Universität Kasan, deren Ehrenmitglied er schließlich wurde.
Kotelnikows Sohn war der Mathematiker Alexander Petrowitsch Kotelnikow. Kotelnikows Enkel war der Informationstheoretiker Wladimir Alexandrowitsch Kotelnikow.